# Old Dogs
Old Dogs (también conocida como Par de colmilludos o Papás a la fuerza en Hispanoamérica, mientras que en España se le conoce como Dos canguros muy maduros) es una película de comedia distribuida por Walt Disney Pictures y dirigida por Walt Becker. La película sigue a dos hombres que deben cuidar a 2 niños de 7 años.
Old Dogs fue un éxito financiero, pese a las malas críticas que recibió de distintos diarios. Fue estrenada el 25 de noviembre de 2009.

## Argumento
Dos mejores amigos y colaboradores de su vida al revés; un divorciado con mala suerte en el amor (Robin Williams) y un soltero encantador (John Travolta), ven como sus vidas se vuelven del revés cuando tienen que encargarse del cuidado de dos mellizos de 7 años justo cuando están a punto de ultimar el mejor negocio de sus vidas. en ese momento los solteros deben cuidar obligatoriamente a los mellizos (Ella Travolta y Conner Rayburn), pasando de desastre en desastre y quizás también a un nuevo entendimiento de lo que es verdaderamente importante en la vida.

## Actores
- John Travolta como Charlie.
- Robin Williams como Dan.
- Kelly Preston como Vicki.
- Conner Rayburn como Zach.
- Ella Bleu Travolta como Emily (actuó en la película con sus papás John Travolta y Kelly Preston).
- Lori Loughlin como Amanda.
- Seth Green como Craig.
- Bernie Mac como Jimmy Lunchbox.
- Matt Dillon como Barry.
- Justin Long como Adam.
- Rita Wilson como Jenna.
- Luis Guzmán como Nick.
- Ann-Margret como Martha.
- René Pérez Joglar como el tatuador.